# Liga de Campeones de la CAF 2011
La Liga de Campeones de la CAF 2011 fue la 47.ª edición del torneo, en la que participarán solo clubes de los países afiliados a la Confederación Africana de Fútbol (CAF). El ganador de esta edición del torneo representará a la CAF en la Copa Mundial de Clubes de la FIFA 2011 a celebrarse en Japón a finales de año.
El campeón de esta edición fue el Espérance de Tunis, que obtuvo su segundo título de la competición.

## Equipos participantes
- Las asociaciones de Cabo Verde, Yibuti, Eritrea, Guinea-Bissau, Malaui, Mauricio, Namibia, Reunión, Santo Tomé y Príncipe, Somalia, Togo y Uganda no participaron del torneo.

| País                                    | Equipo                                 | Vía de clasificación                                                                                           |
| --------------------------------------- | -------------------------------------- | --- |
| Túnez 2 cupos                           | Espérance de Tunis Club Africain       | Campeón de la 2009-10 Liga Tunecina Professionnelle 1 Subcampeón de la 2009-10 Liga Tunecina Professionnelle 1 |
| Egipto 2 cupos                          | Al-Ahly Zamalek                        | Campeón de la 2009-10 Egipto Premier League Subcampeón de la 2009-10 Egipto Premier League                     |
| Nigeria 2 cupos                         | Enyimba Kano Pillars                   | Campeón de la 2009-10 Nigeria Premier League Subcampeón de la 2009-10 Nigeria Premier League                   |
| Sudán 2 cupos                           | Al-Hilal Omdurmán Al Merreikh Omdurmán | Campeón de la 2009-10 Sudán Premier League Subcampeón de la 2009-10 Sudán Premier League                       |
| República Democrática del Congo 2 cupos | Vita Club Mazembe                      | Campeón de la 2010 Linafoot Subcampeón de la 2010 Linafoot                                                     |
| Argelia 2 cupos                         | MC Alger Sétif                         | Campeón de la 2009-10 Nacional Argelina Championnat Subcampeón de la 2009-10 Nacional Argelina Championnat     |
| Marruecos 2 cupos                       | Wydad Casablanca Raja Casablanca       | Campeón de la 2009-10 Botola Subcampeón de la 2009-10 Botola                                                   |
| Malí 2 cupos                            | Stade Malien Djoliba                   | Campeón de la 2009–10 Malian Première Division Subcampeón de la 2009–10 Malian Première Division               |
| Camerún 2 cupos                         | Cotonsport Garoua Les Astres           | Campeón de la 2009–10 Cameroonian Premier League Subcampeón de la 2009–10 Cameroonian Premier League           |
| Costa de Marfil 2 cupos                 | ASEC Mimosas Jeunesse d'Abidjan        | Campeón de la 2010 Côte d'Ivoire Premier Division Subcampeón de la 2010 Côte d'Ivoire Premier Division         |
| Angola 2 cupos                          | Interclube Recreativo Caála            | Campeón de la 2010 Girabola Subcampeón de la 2010 Girabola                                                     |
| Zimbabue 2 cupos                        | Motor Action Dynamos                   | Campeón de la Zimbabwe Premier Soccer League Subcampeón de la Zimbabwe Premier Soccer League                   |

| Equipos con un cupo (puntajes bajos del ranking de la CAF) |
| ---------------------------------------------------------- |

| Ghana Zambia Libia Sudáfrica Guinea Ecuatorial Gabón Guinea Suazilandia            | Aduana Stars ZESCO United Al-Ittihad Supersport United Deportivo Mongomo US Bitam Fello Star Young Buffaloes FC                 | Campeón de la 2009–10 Ghana Premier League Campeón de la 2010 Zambia Premier League Campeón de la 2009-10 libia Premier League Campeón de la 2009–10 Premier Soccer League Campeón de la Primera División de Honor de Guinea Ecuatorial 2010 Campeón de la 2009-10 Gabón Championnat National D1 Campeón de la 2009-10 Guinea Championnat National Campeón de la 2009-10 MTN Premier League |
| Benín Botsuana Burkina Faso Burundi República Centroafricana Chad Comoras Tanzania | ASPAC Township Rollers FC ASFA Yennenga Vital'O Olympic Real de Bangui Tourbillon Élan Club Simba SC                            | Campeón de la 2009-10 Benin Premier League Campeón de la 2009–10 Botsuana Premier League Campeón de la 2009–10 Burkinabé Premier League Campeón de la 2009–10 Burundi Premier League Campeón de la 2010 Central African Republic League Campeón de la 2010 Ligue de N'Djaména Campeón de la 2010 Comoros Premier League Campeón de la 2009-10 Tanzania Premier League                       |
| República del Congo Etiopía Gambia Kenia Lesoto Liberia Madagascar Zanzíbar        | Saint Michel d'Ouenzé Saint-George SA Gambia Ports Authority Ulinzi Stars Matlama FC Mighty Barrolle CNaPS Sports Ocean View FC | Campeón de la 2010 Congo Premier League Campeón de la 2009–10 Ethiopian Premier League Campeón de la 2010 GFA Liga de Primera División Campeón de la 2010 Kenyan Premier League Campeón de la 2009–10 Lesoto Premier League Campeón de la 2009 Liberia Premier League Campeón de la 2010 THB Champions League Campeón de la Primera División de Zanzíbar 2010                               |
| Mauritania Mozambique Níger Ruanda Senegal Seychelles Sierra Leona                 | CF Cansado Liga Muçulmana ASFAN APR FC ASC Diaraf St Michel United FC East End Lions                                            | Campeón de la 2010 Mauritania Premier League Campeón de la Campeonato mozambiqueño de fútbol 2010 Campeón de la Championnat D1 2010 Campeón de la 2009-10 Ruanda Premier League Campeón de la 2010 Senegal Premier League Campeón de la Campeonato seychelense de fútbol 2010 Campeón de la Liga Premier de Sierra Leona 2010                                                               |

## Programa
El programa de la competición en su edición de 2011 fue el siguiente:
| Fase           | Ronda            | Fecha sorteo                               | Ida                           | Vuelta                                           |
| -------------- | ---------------- | ------------------------------------------ | ----------------------------- | ------------------------------------------------ |
| Eliminatorias  | Ronda preliminar | 20 de diciembre de 2010 (El Cairo, Egipto) | 28–30 de enero                | 11–13 de febrero 25–27 de febrero† 4–6 de marzo† |
| Eliminatorias  | Primera ronda    | 20 de diciembre de 2010 (El Cairo, Egipto) | 18–20 de marzo                | 1–3 de abril                                     |
| Eliminatorias  | Segunda ronda    | 20 de diciembre de 2010 (El Cairo, Egipto) | 22–24 de abril                | 6–8 de mayo                                      |
| Fase de grupos | Día de partido 1 | 15 de mayo de 2011 (El Cairo, Egipto)      | 15–17 de julio                | 15–17 de julio                                   |
| Fase de grupos | Día de partido 2 | 15 de mayo de 2011 (El Cairo, Egipto)      | 29–31 de julio                | 29–31 de julio                                   |
| Fase de grupos | Día de partido 3 | 15 de mayo de 2011 (El Cairo, Egipto)      | 12–14 de agosto               | 12–14 de agosto                                  |
| Fase de grupos | Día de partido 4 | 15 de mayo de 2011 (El Cairo, Egipto)      | 26–28 de agosto               | 26–28 de agosto                                  |
| Fase de grupos | Día de partido 5 | 15 de mayo de 2011 (El Cairo, Egipto)      | 9–11 de septiembre            | 9–11 de septiembre                               |
| Fase de grupos | Día de partido 6 | 15 de mayo de 2011 (El Cairo, Egipto)      | 16–18 de septiembre           | 16–18 de septiembre                              |
| Fase final     | Semifinales      | 15 de mayo de 2011 (El Cairo, Egipto)      | 30 de septiembre–2 de octubre | 14–16 de octubre                                 |
| Fase final     | Final            | 15 de mayo de 2011 (El Cairo, Egipto)      | 4–6 de noviembre              | 11–13 de noviembre                               |

† La vuelta de las rondas preliminares se pospondrían al 25–27 de febrero (o 4–6 de marzo) en caso de que un club tuviera, al menos, tres jugadores convocados para el Campeonato Africano de Naciones de 2011.

## Resultados
El sorteo de las rondas preliminares, y la primera y segunda ronda clasificatoria se celebró el 20 de diciembre de 2010. La clasificación se decidió en partidos de ida y vuelta, utilizando el cómputo global de goles para determinar el ganador. Si tras el partido de vuelta, el cómputo global permanece en empate, se aplicará la regla del valor de los goles anotados como visitante y, de continuar equilibrado el total, se procederá a una tanda de penaltis final sin prórroga.

### Ronda Preliminar
| Equipo 1               | Agr.         | Equipo 2            | Ida  | Vuelta |
| ---------------------- | ------------ | ------------------- | ---- | ------ |
| ASFAN                  | 0–3          | Jeunesse d'Abidjan  | 0–0  | 0–3    |
| Saint Michel d'Ouenzé  | 0–3          | Enyimba             | 0–1  | 0–2    |
| US Bitam               | 0–0 (5-3 p.) | Les Astres          | 0–0  | 0–0    |
| Olympic Real de Bangui | 1–3          | MC Alger            | 1–1  | 0–2    |
| Inter Luanda           | w/o1         | Township Rollers FC | —    | —      |
| East End Lions         | 0–4          | Djoliba             | 0–2  | 0–2    |
| Diaraf                 | 3–1          | Ports Authority     | 1–1  | 2–0    |
| ASPAC                  | 2–1          | Deportivo Mongomo   | 1–0  | 1–1    |
| ASEC Mimosas           | 9–0          | CF Cansado          | 7–0  | 2–0    |
| Motor Action           | 1–1 (4-3 p.) | CNaPS Sports        | 0–1  | 1–0    |
| Raja Casablanca        | w/o2         | Tourbillon          | 10–1 | —      |
| Ulinzi Stars           | 0–5          | Zamalek             | 0–4  | 0–1    |
| APR                    | 2–6          | Club Africain       | 2–2  | 0–4    |
| Recreativo Caála       | 2–1          | Saint-George SA     | 2–0  | 0–1    |
| Élan Club              | 2–4          | Simba               | 0–0  | 2–4    |
| Mighty Barrolle        | 1–3          | Kano Pillars        | 1–2  | 0–1    |
| Wydad Casablanca       | 3–1          | Aduana Stars        | 3–0  | 0–1    |
| Fello Star             | 1–4          | ASFA Yennenga       | 1–1  | 0–3    |
| Vital'O                | 3–3 (v.)     | Coton Sport         | 2–2  | 1–1    |
| Ocean View             | 1–4          | Vita Club           | 1–1  | 0–3    |
| Supersport United      | 3–2          | Matlama             | 2–0  | 1–2    |
| Young Buffaloes        | 4–2          | St Michel United FC | 3–0  | 1–2    |
| ZESCO United           | 4–2          | Liga Muçulmana      | 3–0  | 1–2    |

Notas
- Nota 1: El Inter Luanda se clasificó para la primera ronda tras retirarse el Township Rollers.
- Nota 2: El Raja Casablanca se clasificó para la primera ronda tras retirarse el Tourbillon.

A partir de este momento entraron nueve clubes en sorteo: Sétif (Argelia), Al-Ahly (Egipto), Al-Ittihad (Libia), Stade Malien (Malí), Mazembe (Congo DR), Al-Hilal y Al-Merreikh (Sudán), Espérance de Tunis (Túnez) y Dynamos (Zimbabue).

### Primera ronda
| Equipo 1           | Agr.         | Equipo 2          | Ida | Vuelta |
| ------------------ | ------------ | ----------------- | --- | ------ |
| JC Abidjan         | w/o3         | Al-Ittihad        | —   | —      |
| US Bitam           | 1–2          | Enyimba           | 0–0 | 1–2    |
| Dynamos            | 4–4 (v.)     | MC Alger          | 4–1 | 0–3    |
| Al-Merreikh        | 2–2 (2-3 p.) | Inter Luanda      | 2–0 | 0–2    |
| Diaraf             | 4–1          | Djoliba           | 3–0 | 1–1    |
| Espérance de Tunis | 5–2          | ASPAC             | 5–0 | 0–2    |
| Motor Action       | 0–0 (2-4 p.) | ASEC Mimosas      | 0–0 | —4     |
| Stade Malien       | 2–2 (v.)     | Raja Casablanca   | 2–1 | 0–1    |
| Club Africain      | w/o5         | Zamalek           | 4–2 | Abd. 5 |
| Al-Hilal           | 4–1          | Recreativo Caála  | 3–0 | 1–1    |
| Mazembe            | w/o6         | Simba             | 3–1 | 3–2    |
| Wydad Casablanca   | 2–0          | Kano Pillars      | 2–0 | 0–0    |
| Sétif              | 6–3          | ASFA Yennenga     | 2–0 | 4–3    |
| Vita Club          | 0–2          | Coton Sport       | 0–1 | 0–1    |
| Al-Ahly            | 2–1          | Supersport United | 2–0 | 0–1    |
| ZESCO United       | 7–0          | Young Buffaloes   | 5–0 | 2–0    |

Notas
- Nota 3: Al-Ittihad se clasificó para la segunda ronda tras retirarse el JC Abidjan. El partido estaba previsto que se disputase en terreno neutral debido a las graves situaciones políticas en Costa de Marfil y Libia,[7] pero, finalmente, el partido no se disputó.
- Nota 4: Enfrentamiento a partido único debido a los graves incidentes en Costa de Marfil.[7]
- Nota 5: El partido de vuelta quedó nulo debido a que los aficionados del Zamalek egipcio invadieron el terreno de juego en el minuto 95 cuando el Club Africain ganaba 5–4 en el cómputo global.[8]
- Nota 6: TP Mazembe ganó 6–3 en el cómputo global, pero más tarde fue eliminado por alineación indebida. Por ello, el Simba se enfrentó a los marroquíes del Wydad Casablanca, que perdió con el TP Mazembe en segunda ronda, en un play-off play-off por un puesto en la fase de grupos.

### Segunda ronda
| Equipo 1           | Agr.         | Equipo 2      | Ida | Vuelta |
| ------------------ | ------------ | ------------- | --- | ------ |
| Enyimba            | 1–0          | Al-Ittihad    | 1–0 | —7     |
| Inter Luanda       | 3–4          | MC Alger      | 1–1 | 2–3    |
| Espérance de Tunis | 6–0          | Diaraf        | 5–0 | 1–0    |
| Raja Casablanca    | 1–1 (5-4 p.) | ASEC Mimosas  | 1–1 | —7     |
| Al-Hilal           | w/o8         | Club Africain | 1–0 | Abd. 8 |
| Wydad Casablanca   | w/o9         | Mazembe       | 1–0 | 0–2    |
| Coton Sport        | 4–3          | Sétif         | 4–1 | 0–2    |
| ZESCO United       | 0–1          | Al-Ahly       | 0–0 | 0–1    |

Notas
- Nota 7: Enfrentamiento programado a partido único debido a los graves incidentes en Costa de Marfil y Libia.[9]
- Nota 8: El partido de vuelta quedó nulo debido a que los aficionados del Club Africain invadieron el terreno de juego en el minuto 81 con empate, 1–1 (Al-Hilal vencía 2–1 en el cómputo global).[10]
- Nota 9: TP Mazembe venció 2–1 en el cómputo global, pero más tarde fue eliminado por alineación indebida. Por ello, el Wydad Casablanca jugó contra el Simba, que perdió con el TP Mazembe en primera ronda, en un play-off por un puesto en la fase de grupos.

Los clubes eliminados fueron encuadrados en la Copa Confederación de la CAF 2011.

### Play-off especial
El 14 de mayo de 2011, la CAF anunció que el Mazembe de la República Democrática del Congo estaba descalificado de la fase de grupos por alineación indebida del futbolista Janvier Besala Bokungu contra el Simba de Tanzania, que perdió contra ellos en la primera ronda. Por ello, el Comité Organizador decidió que se debería disputar un play-off especial en terreno neutral entre el Simba y los marroquíes del Wydad Casablanca, que perdió contra el Mazembe en segunda ronda.
| Equipo 1         | Resultado | Equipo 2 |
| ---------------- | --------- | -------- |
| Wydad Casablanca | 3–0       | Simba    |

## Fase de grupos
El sorteo para la fase de grupos se celebró el 15 de mayo de 2011. Los ocho equipos fueron encuadrados en cuatro bombos, y cada grupo contenía un equipo de cada bombo.
| Leyenda de colores                                            |
| ------------------------------------------------------------- |
| Campeones y subcampeones de grupo se clasifican a semifinales |

### Grupo A
| Equipo          | PJ | PG | PE | PP | GF | GC | DG | Pts. |
| --------------- | -- | -- | -- | -- | -- | -- | -- | ---- |
| Enyimba         | 6  | 4  | 2  | 0  | 11 | 5  | +6 | 14   |
| Al-Hilal        | 6  | 2  | 2  | 2  | 6  | 7  | −1 | 8    |
| Coton Sport     | 6  | 2  | 1  | 3  | 7  | 8  | −1 | 7    |
| Raja Casablanca | 6  | 0  | 3  | 3  | 1  | 5  | −4 | 3    |

|                 | HIL | COT | ENY | RCA |
| --------------- | --- | --- | --- | --- |
| Al-Hilal        | –   | 2–1 | 1–2 | 1–0 |
| Coton Sport     | 2–0 | –   | 2–3 | 2–1 |
| Enyimba         | 2–2 | 2–0 | –   | 2–0 |
| Raja Casablanca | 0–0 | 0–0 | 0–0 | –   |

### Grupo B
| Equipo             | PJ | PG | PE | PP | GF | GC | DG | Pts. |
| ------------------ | -- | -- | -- | -- | -- | -- | -- | ---- |
| Espérance de Tunis | 6  | 2  | 4  | 0  | 9  | 4  | +5 | 10   |
| WAC Casablanca     | 6  | 1  | 4  | 1  | 11 | 9  | +2 | 7    |
| Al-Ahly            | 6  | 1  | 4  | 1  | 7  | 6  | +1 | 7    |
| MC Alger           | 6  | 1  | 2  | 3  | 4  | 12 | −8 | 5    |

|                    | AHL | EST | MCA | WAC |
| ------------------ | --- | --- | --- | --- |
| Al-Ahly            | –   | 1–1 | 2–0 | 3–3 |
| Espérance de Tunis | 1–0 | –   | 4–0 | 0–0 |
| MC Alger           | 0–0 | 1–1 | –   | 3–1 |
| Wydad Casablanca   | 1–1 | 2–2 | 4–0 | –   |

Desempate
- Wydad Casablanca y Al-Ahly están dispuestos según sus enfrentamientos: Wydad Casablanca (2 ptos., 0 DG, 4 GF, 4GC, 3 goles fuera de casa), Al-Ahly (2 pts, 0 GD, 4 GF, 4GA, 1 gol fuera de casa).

## Semifinales
| Equipo 1         | Agr. | Equipo 2           | Ida | Vuelta |
| ---------------- | ---- | ------------------ | --- | ------ |
| Wydad Casablanca | 1-0  | Enyimba            | 1-0 | 0–0    |
| Al-Hilal         | 0–3  | Espérance de Tunis | 0–2 | 0–1    |

## Final
| Equipo 1         | Agr. | Equipo 2           | Ida | Vuelta |
| ---------------- | ---- | ------------------ | --- | ------ |
| Wydad Casablanca | 0–1  | Espérance de Tunis | 0–0 | 0–1    |

### Ida
| 6-11-2011 | Wydad Casablanca | 0 – 0   | Espérance ST | Stade Mohammed V, Casablanca                             |                                                          |
|           |                  | Reporte |              | Asistencia: 70,000 espectadores Árbitro(s): Neant Alioum | Asistencia: 70,000 espectadores Árbitro(s): Neant Alioum |

### Vuelta
| 12-11-2011 | Espérance ST | 1 – 0   | Wydad Casablanca | Stade Olympique de Radès, Tunis                             |                                                             |
|            | Afful 21'    | Reporte |                  | Asistencia: 60,000 espectadores Árbitro(s): Noumandiez Doué | Asistencia: 60,000 espectadores Árbitro(s): Noumandiez Doué |

|                            |
| Bandera de Túnez           |
| Espérance de Tunis Campeón |
| 2.° título                 |